# Gabriel Ángel Villa Vahos
Gabriel Ángel Villa (ur. 17 czerwca 1962 w Sopetrán) – kolumbijski duchowny rzymskokatolicki, od 2020 arcybiskup Tunja.

## Życiorys
Święcenia kapłańskie przyjął 25 października 1989 i został inkardynowany do diecezji Santa Rosa de Osos. Pracował głównie w diecezjalnym seminarium, a w latach 2003-2006 był jego rektorem. Pełnił także funkcje m.in. dyrektora wydziału Konferencji Episkopatu Kolumbii ds. posług, tymczasowego administratora diecezji oraz sekretarza wykonawczego sekcji CELAM ds. powołań i posług.
15 maja 2014 został mianowany biskupem Ocañy. Sakry biskupiej udzielił mu 26 lipca 2014 abp Ettore Balestrero.
11 lutego 2020 otrzymał nominację na arcybiskupa Tunji, zaś 27 marca 2020 kanonicznie objął urząd.